# Anisozyga lithocrossa
Anisozyga lithocrossa là một loài bướm đêm trong họ Geometridae.